# Charles Tournemire
Charles Tournemire (født 22. januar 1870 i Bordeaux, død 3. november 1939 i Arcachon) var en fransk komponist og organist. Han var César Francks yngste elev. Som organist i basilikaen Sainte-Clotilde i Paris fulgte han efter Gabriel Pierné.
Tournemire har komponeret mange symfoniske orgelværker og L'orgue mystique, en orgelcyklus som strækker sig over hele kirkeåret. Olivier Messiaen, Daniel-Lesur og Jean Langlais hører til de komponister som er stærkest påvirket af hans stil.
Tournemire har også skrevet 8 symfonier, orkesterværker og kammermusik.